# 黒川文哲
黒川 文哲（くろかわ ぶんてつ、嘉永元年11月3日（1848年11月28日） - 1916年（大正5年）11月4日）は、豊後国直入郡竹田（現・大分県竹田市）出身の医師・政治家・実業家。
大分の町、郡会議員、県会副議長を務めるとともに、竹田中学校や竹田駅、黒川文庫（現在の竹田市立図書館の前身）の設立に尽力する。

## 経歴

### 医師として
嘉永元年（1848年）11月3日、直入郡竹田（現・大分県竹田市）に黒川正章の嫡男として生まれた。黒川家は18世紀前半から続く医家（藩医）であり、文哲は黒川家の9代目に当たる。
岡藩（竹田藩）の藩校である由学館に学び、元治元年（1864年）には外科医の佐久間純徳に師事した。1868年（明治元年）12月13日には医学修行のために上京を命じられ、1869年（明治2年）4月に東京の岡藩御屋敷に入った。東京では伊東方正の門に入り、さらに下谷病院のウリスの門にも入った。
1870年（明治3年）5月2日には結婚し、同年には速見郡日出の宇都宮健哉医師の門を叩いた。1872年（明治5年）には熊本初の西洋医学校である古城医学校（後の旧制熊本医科大学、熊本大学医学部の前身）に入学し、オランダ医師のコンスタント・ゲオルグ・ファン・マンスフェルトに師事した。
1873年（明治6年）には竹田町に帰郷して代官町に医院を開いた。1877年（明治10年）に起こった西南の役では、官軍（新政府軍）の雇軍医に従事して傷病兵の治療にあたった。竹田町の医師としては久保敬徳や谷川潮庵なども官軍の医師を務めている。1889年（明治22年）2月には直入郡教育衛生会の会長に就任し、1890年（明治23年）には直入郡医師会の副会長に、1892年（明治25年）4月1日には直入郡医師会の会長に就任した。

### 政治家などとして

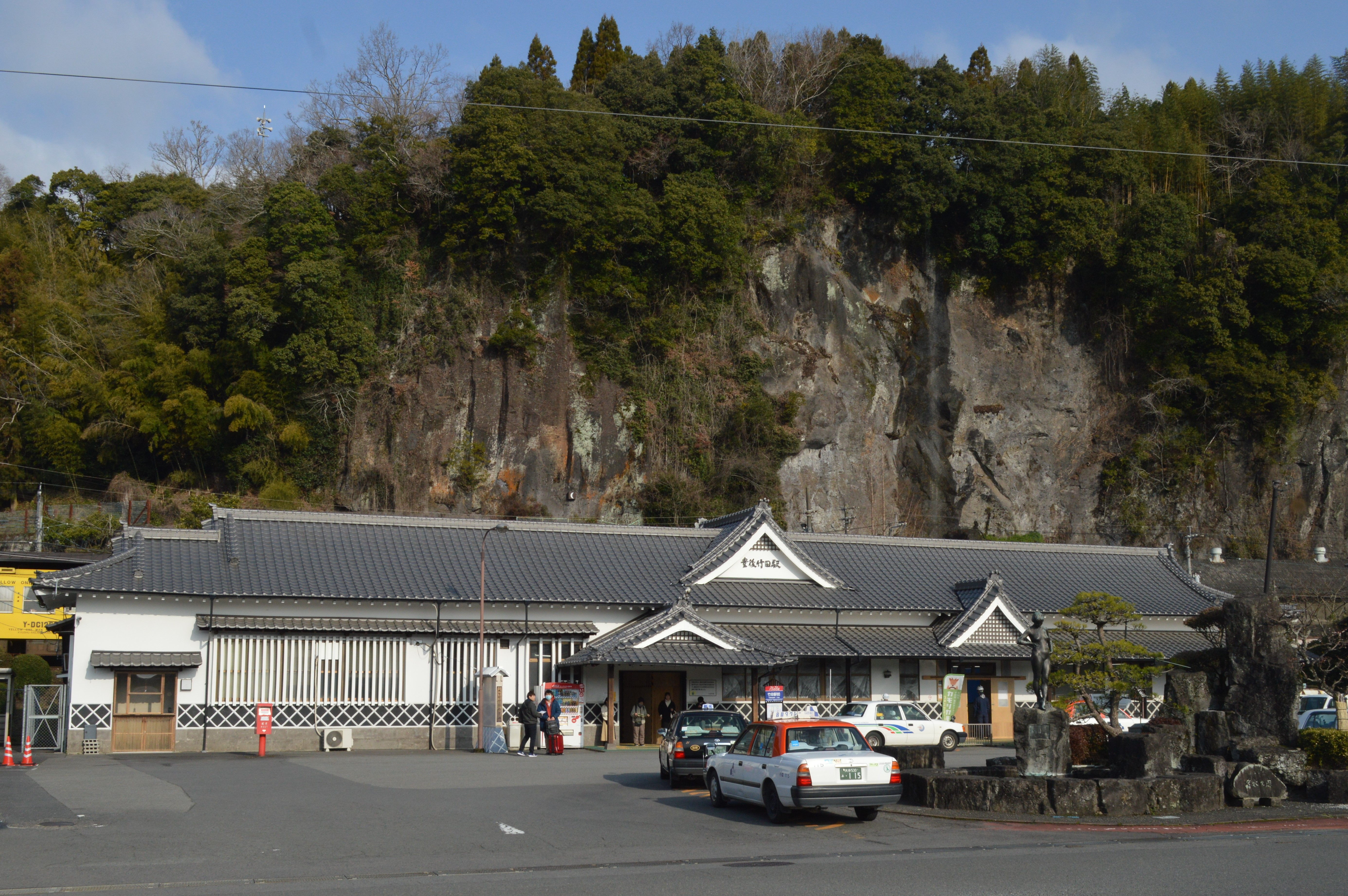
鉄道期成同盟会を組織して誘致した豊後竹田駅

1891年（明治24年）3月27日には直入郡会議員に初当選し、1910年（明治44年）まで直入郡会議長を務めている。1895年（明治28年）4月25日には竹田町会議員に初当選し、1897年（明治30年）9月には大分県会議員にも初当選して副議長に就任した。政治家としては1898年（明治31年）に大分県立竹田中学校（現・大分県立竹田高等学校）の誘致に成功し、竹田中学校に寄宿舎を寄贈した。
農商務大臣から会社設立の認可を得て、1899年（明治32年）には黒川・黒野猪吉・三宮松蔵らによって竹田水電会社が創立された。竹田水電会社は稲葉川で水力発電事業を行い、大分県で初めて電気を供給した会社である。

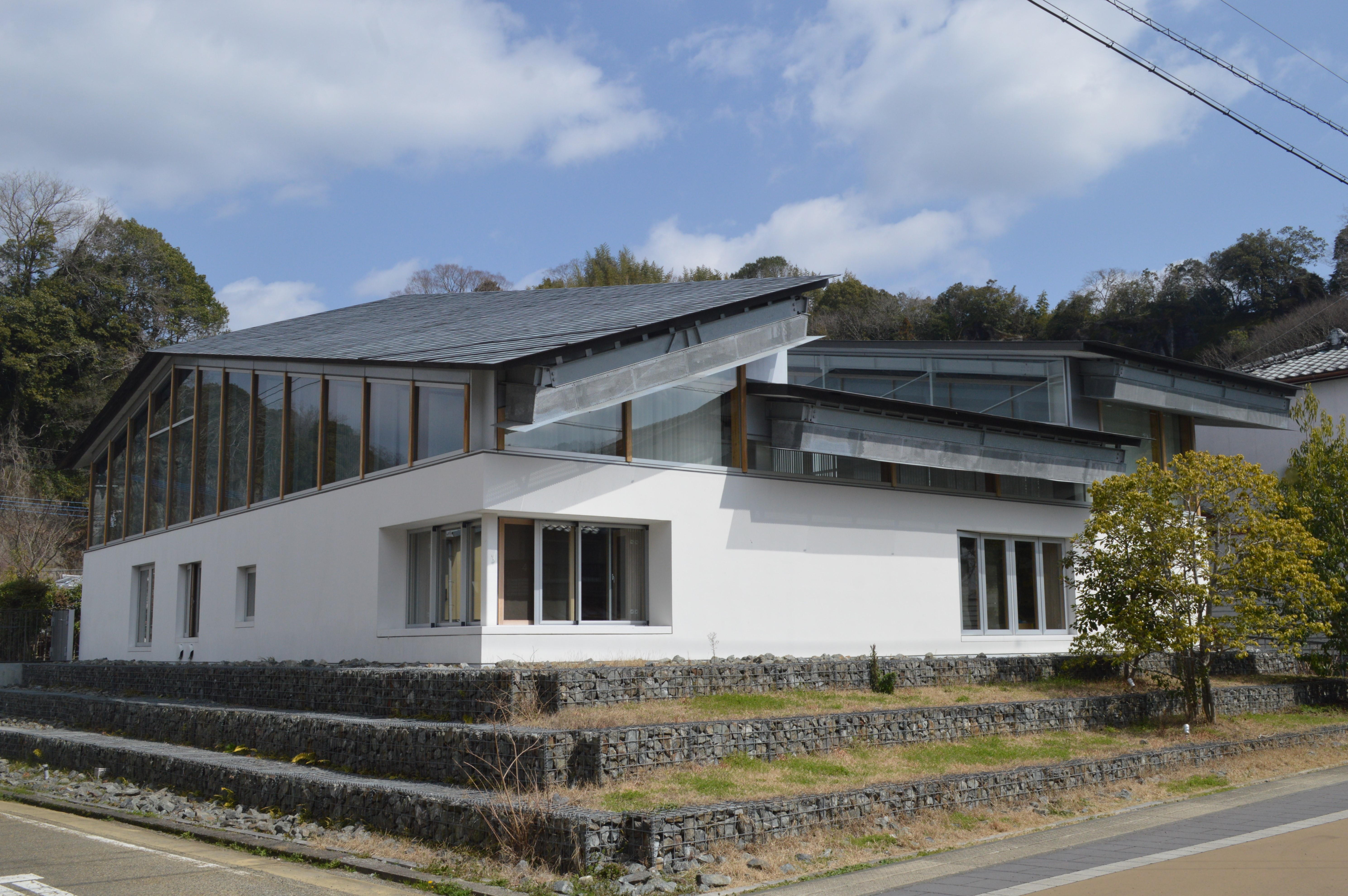
私立竹田文庫の後継である竹田市立図書館

1902年（明治35年）には豊陽育英会を組織した。1907年（明治40年）には医師法が制定され、直入郡医師会の会長に就任した。1910年（明治43年）には鉄道院総裁の後藤新平を招いて鉄道期成同盟会を組織した。なお、鉄道省犬飼線（現・JR豊肥本線）が豊後竹田駅まで延伸したのは1924年（大正13年）のことである。
直入郡教育衛生会創立20周年記念事業として、1909年（明治42年）5月には私立竹田文庫（竹田市立図書館の前身）を設立した。自身が文庫長に就任して私財1000円を投じ、有志から集めた約2000円を加えて開館資金としている。1919年（大正8年）時点で竹田文庫は和漢書3810冊と洋書375冊を所蔵し、閲覧者数は年間3286人だった。

### 死去
1915年（大正4年）11月10日、地方自治功労者として大礼記念章を受章した。1916年（大正5年）11月4日に死去した。享年69。
竹田市立図書館の館長を務めた郷土史家の北村清士は、1969年（昭和44年）に『黒川文哲先生伝 偉大なるその生涯』を刊行した。